# Syrische Lira
Die syrische Lira (auch syrisches Pfund, arabisch الليرة السورية, DMG al-līra as-sūriyya) ist die Währung von Syrien.

## Stückelung
Eine Lira ist in 100 Piaster (Abkürzung PS; arab. qirsch, Plural qurūsch) geteilt, allerdings sind diese nur noch selten in Gebrauch.
Es gibt folgende Stückelungen:
- Banknoten zu 50, 100, 200, 500, 1000, 2000 und 5000 Lira
- Münzen zu 1 ,5, 10, 25 und 50 Lira

## Devisenbestimmungen

5-Lira-Münze

25-Lira-Münze

Syrische Lira sind nicht konvertibel. Die Ein- und Ausfuhr syrischer Lira ist verboten. Bei Reisen nach Syrien ist es deshalb nicht ratsam, sich im Ausland mit Lira zu versorgen, zumal der Kurs durch die nicht vorhandene Konvertibilität deutlich ungünstiger ist als in Syrien selbst.

## Wechselkursschwankungen
Von 1979 bis 1989 verfiel der Wert der Lira gegenüber dem US-Dollar deutlich von 3,9 Lira auf 45 Lira pro US-Dollar. Während dieser Zeit war das Land in einer schweren Wirtschaftskrise, die sowohl internem Missmanagement als auch dem Rückgang von Hilfszahlungen aus der Sowjetunion und den Golfstaaten geschuldet war. Im Syrischen Bürgerkrieg seit 2011 wurde die Lira gegenüber dem US-Dollar abgewertet und erreichte im Sommer 2013, als eine internationale Intervention bevorzustehen schien, einen Tiefststand von rund 335 Lira für einen Dollar. Durch den höheren Grad an Kontrolle in den von Regierungstruppen gehaltenen Gebieten, der es ihnen erlaubte, den Schwarzmarkt besser zu bekämpfen, im Zusammenspiel mit dem Zufluss von Bargeld im Wert von hunderten Millionen US-Dollar in die Rebellengebiete durch Feinde des Regimes, gelang es, die Lira bei rund 1 zu 150 zu stabilisieren. Bis 2016 brach der Kurs aber dennoch bis auf einen Wert von über 1:500 ein. 
2021 wurde aufgrund der Inflation eine 5000-Lira-Banknote eingeführt.
Nach Einschätzung von Beobachtern sammelte die syrische Zentralbank bis zum Jahresende 2013 mindestens 600 Millionen US-Dollar an Bargeldreserven durch die Ausgabe von Lira gegen Dollar an.